# Kalanchak (Odesa)
Kalanchak  (ucraniano: Каланчак) es una localidad del raión de Izmaíl en el óblast de Odesa de Ucrania. Según el censo de 2001, tiene una población de 1208 habitantes.